# 山田虎夫
山田 虎夫（やまだ とらお、1869年8月31日（明治2年7月24日） - 1956年（昭和31年）7月17日）は、大日本帝国陸軍軍人。最終階級は陸軍中将。位階勲等功級は正四位勲二等功三級。

## 経歴・人物
愛知県士族・加藤喜左衛門の三男として生まれ、山田文忠の養子となり、1873年（明治6年）家督を相続し、前名寅吉を改める。
1891年（明治24年）陸軍士官学校第2期卒業。翌年、陸軍歩兵少尉に任官する。
台湾守備混成第1旅団副官、歩兵第8連隊大隊長を経て、1911年（明治44年）12月に陸軍歩兵大佐・歩兵第25連隊長に任官。
1916年（大正5年）8月に陸軍少将に進級し、歩兵第28旅団長（第14師団）に転じ、シベリア出兵に従軍。第12師団に代わり、ウスリー、ザバイカル沿線の警備に当たった。
その後は、1921年（大正10年）6月に陸軍中将・第6師団長を経て、1922年（大正11年）11月に待命、1923年（大正12年）3月に予備役に、1932年（昭和7年）4月に後備役に編入した。1947年（昭和22年）11月28日、公職追放仮指定を受けた。
書も能くし、舉山と号した。

## 栄典
位階
- 1916年（大正5年）9月11日 - 正五位[7]

勲章
- 1916年（大正5年）5月26日 - 勲二等瑞宝章[8]